# Brytestuhög

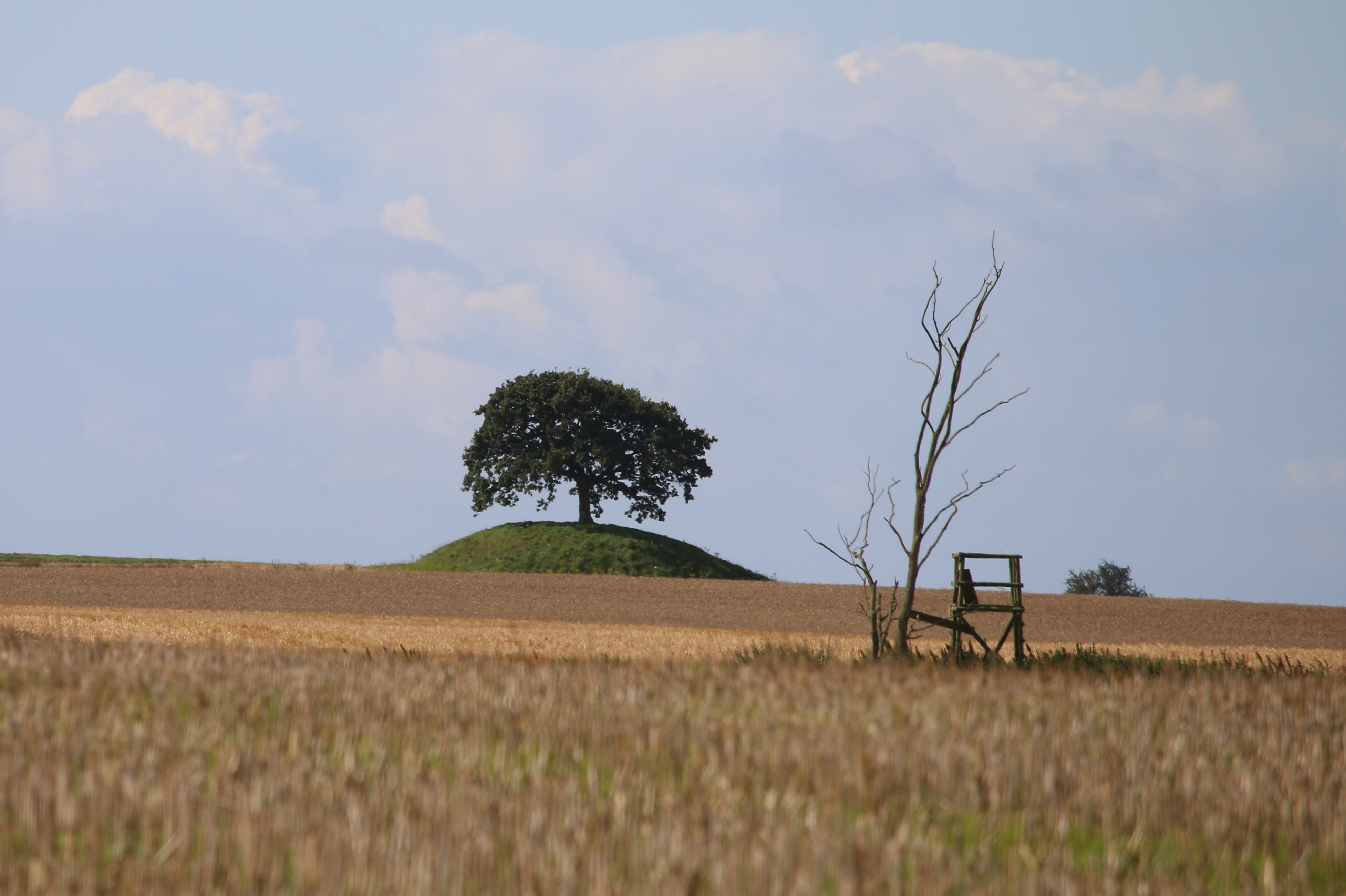
Sommarbild.

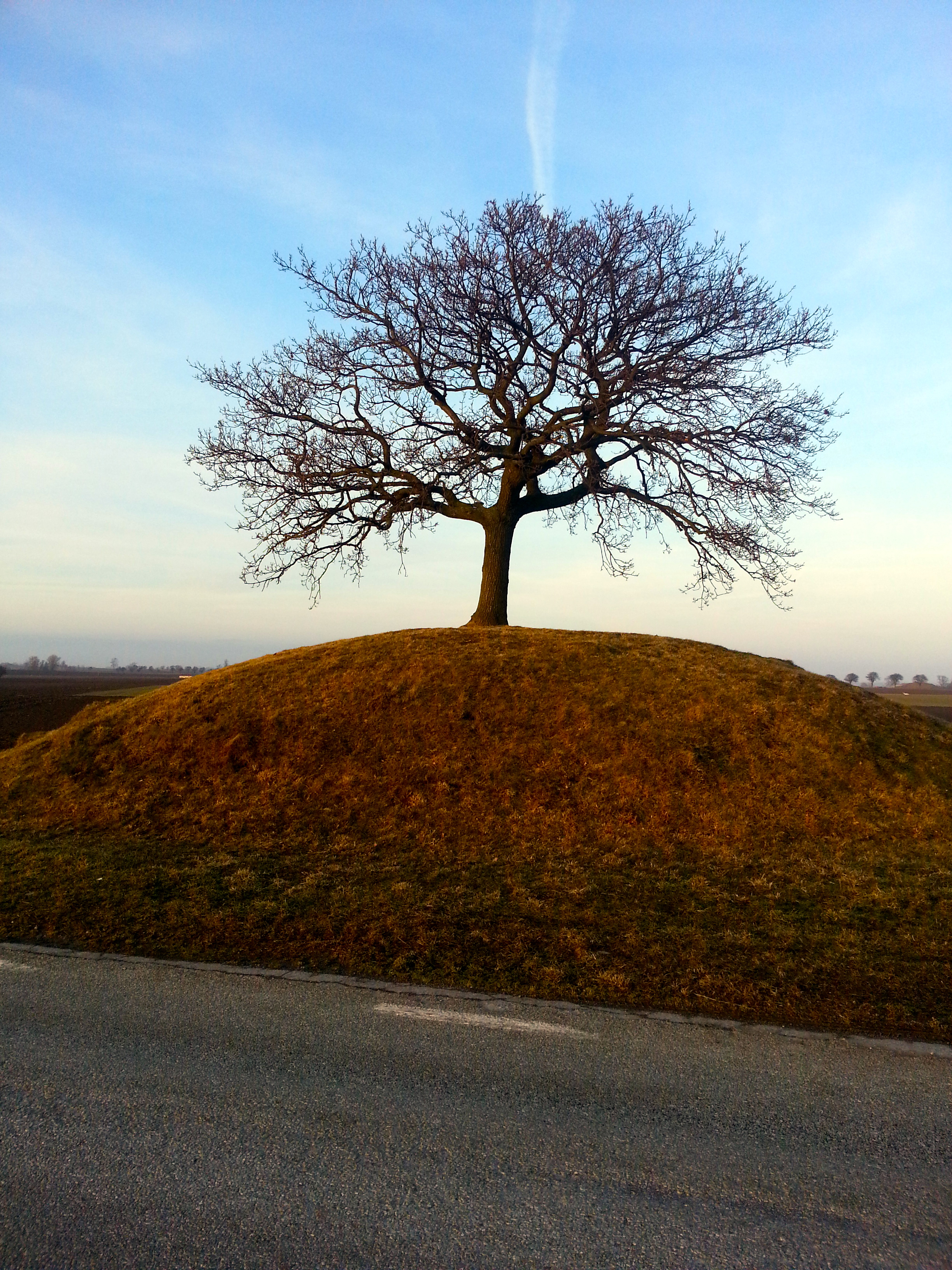
Gravhög bevuxen med ek

Brytestuhög är en gravhög som är belägen väster om Hammarlöv i Hammarlövs socken i Trelleborgs kommun i Skåne. 
Brytestuhög är omkring 15 meter i diameter och 2,5 meter hög. Den har en avplanad topp, smågropig yta och är kantskadad runtom, så att en brant kant på 0,1-0,5 meter har uppstått. Högen är bevuxen med en ek. Den är daterad till brons- eller järnåldern.